# نادي الإنقاذ
نادي الإنقاذ (معروف أيضا بالانكليزية  Petz Club, SOS animaux disparus) هو مسلسل كرتوني فرنسي للأطفال من تأليف دومينيك امويال وهادرين سوليز لاريفير. عرض المسلسل لأول مرة في فقرة زوزوس على قناة فرنسا 5 يوم 30 يونيو 2014.

## التعريف
نادي الإنقاذ حول مجموعة من ثلاثة أطفال وكلبهم الذين يجدون الحيوانات الأليفة المفقودة.

## الشخصيات
- نينا هي تبلغ من العمر 8 سنوات وهي التي  أنشاءت  وتدير نادي الإنقاذ.[2]
- أوسكار يبلغ سبع سنوات ونصف من عمره وهو المحقق في المجموعة.[3]
- تيم هو يبلغ من العمر 7 سنوات، وهو الأكثر رياضية من المجموعة.[4]
- مارلو هو كلب نادي الإنقاذ.[5]
- جيلو هو الطبيب البيطري الذي يساعد نادي الإنقاذ في تحقيقاتها.[6]

## تاريخ البث
نادي الإنقاذ تم بثه على إذاعة سويسرا  في سويسرا،[متى؟] تي اف أو في كندا من 2016-2017, مينيماكس في أوروبا الوسطى والشرقية،[متى؟] +تيلي تون في بولندا،[متى؟]  وفي عام 2016 على تلفزيون ج.[متى؟]

## وصلات خارجية
- نادي الإنقاذ على موقع IMDb (الإنجليزية)
- نادي الإنقاذ على موقع قاعدة بيانات الفيلم (الإنجليزية)

- الموقع الرسمي
- نادي الإنقاذ على Zouzous